# Efecte xarxa
L'efecte de xarxa (també anomenat externalitat de la xarxa o economies d'escala de la demanda) és l'efecte positiu que un usuari addicional d'un bé o servei té sobre el valor d'aquest producte per a altres. És un concepte que naix en estudis d'economia i negocis. Quan hi ha present un efecte de xarxa, el valor d'un producte o servei augmenta segons el nombre d'altres que l'utilitzen.
L'exemple clàssic és el telèfon, on un nombre més gran d'usuaris augmenta el valor d'aquest producte per a la resta. Es crea una externalitat positiva quan es compra un telèfon, sense que el seu propietari tingui la intenció de crear valor per a altres usuaris, perquè ho fa sense tenir-ho en compte. Les xarxes socials en línia funcionen de manera similar, amb llocs com Twitter i Facebook, que augmenten el valor de cada membre a mesura que s'hi uneixen més usuaris.
També es poden produir externalitats de xarxes negatives, on més usuaris fan que un producte sigui menys valuós. Però són més conegudes com a "congestió" (com en la congestió del trànsit o la congestió de la xarxa).
L'efecte de la xarxa pot crear un efecte paral·lel, perquè la xarxa augmenta el seu valor, i s'hi uneixen més persones, donant lloc a un bucle de realimentació positiu.

## Orígens
Els efectes de la xarxa van ser un tema central en els arguments de Theodore Vail, primer president de patent de Bell Telephone, en obtenir un monopoli sobre els serveis telefònics dels Estats Units. El 1908, quan va presentar el concepte en l'informe anual de Bell, hi va haver més de 4.000 intercanvis telefònics locals i regionals, la majoria dels quals es van fusionar al Sistema Bell.
Els efectes de la xarxa van ser popularitzats per Robert Metcalfe, declarada com la llei de Metcalfe. Metcalfe va ser un dels co-inventors d'Ethernet i cofundador de la companyia 3Com. En vendre el producte, Metcalfe va argumentar que els clients necessitaven que les targetes Ethernet creixin per sobre d'una determinada massa crítica, per tal d'obtenir els beneficis de la seva xarxa.
Segons Metcalfe, la raó de la venda de targetes de xarxa era que (1) el cost de la xarxa era directament proporcional al nombre de targetes instal·lades, però (2) el valor de la xarxa era proporcional al quadrat del nombre de targetes d'usuaris. Això s'expressava algebraicament tenint un cost de N, i un valor de N². Tot i que els nombres reals d'aquesta definició mai no eren fiables, el concepte permetia als clients compartir l'accés a recursos costosos com discs de disc i impressores, enviar correu electrònic i accedir a Internet.
L'efecte de xarxa va avançar significativament entre 1985 i 1995 en la teoria econòmica, per les propostes dels investigadors Michael L. Katz, Carl Shapiro, Joseph Farrell i Garth Saloner. L'escriptor i empresari d'alta tecnologia Rod Beckstrom va presentar un model matemàtic per descriure xarxes que es troben amb efectes positius de xarxa en BlackHat i Defcon el 2009, i també va presentar l'"efecte de la xarxa inversa" amb un model econòmic per definir-lo també.

## Beneficis
Els efectes de la xarxa es converteixen en significatius després d'haver aconseguit un cert percentatge de subscripció, anomenat massa crítica. En el punt de massa crítica, el valor obtingut del bé o servei és superior o igual al preu pagat pel bé o servei. Com que el valor de la mercaderia es determit per la base d'usuaris, això implica que després de cert nombre de persones que s'hagin subscrit al servei o que hagin adquirit el bé, les persones addicionals es subscriuran al servei o compraran el bé a causa del valor que supera el preu.
Una preocupació comercial clau ha de ser la manera d'atreure els usuaris abans d'arribar a la massa crítica. Una manera és confiar en la motivació extrínseca, com ara un pagament, una exempció de tarifes o una sol·licitud d'inscripció dels amics. Una estratègia més natural és construir un sistema que tingui prou valor sense efectes de xarxa, almenys als primers adoptants. A continuació, a mesura que augmenta el nombre d'usuaris, el sistema es fa encara més valuós i pot atraure una base d'usuaris més àmplia.
Més enllà de la massa crítica, el nombre creixent de subscriptors en general no pot continuar indefinidament. Després d'un cert punt, la majoria de les xarxes es congestionen o se saturen, deixant de captar. La congestió es produeix a causa de l'ús excessiu. L'analogia aplicable és la d'una xarxa telefònica. Quan el nombre d'usuaris està per sota del punt de congestió, cada usuari addicional afegeix un valor afegit a tots els altres clients. No obstant això, en algun moment l'addició d'un usuari extra supera la capacitat del sistema existent. Després d'aquest punt, cada usuari addicional disminueix el valor obtingut per qualsevol altre usuari. En termes pràctics, cada usuari addicional augmenta la càrrega total del sistema, donant lloc a senyals ocupades, la incapacitat per obtenir un to de marcatge i l'atenció al client deficient. El següent punt crític és on el valor obtingut equival igualment al preu pagat. La xarxa deixarà de créixer en aquest punt i el sistema s'ha d'ampliar. El punt de congestió pot ser més gran que la mida del mercat. Els nous models tecnològics poden desafiar la congestió. Els sistemes d'igual a igual o "P2P" són xarxes dissenyades per distribuir càrregues entre el grup d'usuaris. Això teòricament permet que les xarxes P2P veritables s'implantin indefinidament. El servei de telefonia basat en P2P Skype es beneficia enormement d'aquest efecte (encara que la saturació del mercat es produirà).

## Efectes xarxa i economies d'escala
Els efectes de la xarxa es confonen sovint amb les economies d'escala, que resulten de la mida de l'empresa en lloc de la interoperabilitat. Per ajudar a aclarir la distinció, la gent parla del cost de la demanda enfront de les economies d'escala de l'oferta. Les economies d'escala clàssiques es troben al costat de la producció, mentre que els efectes de la xarxa es produeixen al costat de la demanda. Els efectes de la xarxa també es confonen amb economies d'abast.
L'efecte de la xarxa té moltes similituds amb la descripció de fenòmens en el reforçament dels bucles de retroalimentació positiva descrits en la dinàmica del sistema. La dinàmica del sistema podria utilitzar-se com a mètode de modelització per descriure fenòmens com ara el boca-orella i el model de màrqueting Bass.
L'efecte de la xarxa és un benefici per a la societat en general, perquè es relaciona de manera positiva i afecta els drets de propietat intel·lectual, drets de propietat i culturals del món. Una forma d'externalitat de la xarxa és la mitjana social, que és una xarxa entre iguals per part d'un negoci de capital privat. Encara que es crea un gran xarxa creat

## Tipus d'efectes de xarxa
En termes generals, hi ha dos tipus d'efectes de xarxes:
- Efectes directes de xarxa: un augment de l'ús provoca un augment directe del valor per a altres usuaris. Per exemple, els sistemes telefònics, les màquines de fax i les xarxes socials en línia impliquen un contacte directe entre els usuaris. Un efecte de xarxa directa s'anomena efecte same-side. Un exemple són els jugadors en línia que es beneficien de la participació d'altres jugadors.
- Efectes de xarxa indirectes: els augments en l'ús d'un producte o generació de xarxa augmenten en el valor d'un producte o xarxa complementària, que alhora pot augmentar el valor de l'original. Alguns exemples de productes complementaris inclouen programari (com ara un conjunt d'Office per a sistemes operatius) i DVD (per a reproductors de DVD). És per això que Windows i Linux podrien competir no només per als usuaris, sinó per als desenvolupadors de programari.[5] Això també s'anomena efecte de xarxa creuat. La majoria dels mercats a dues bandes (o els mercats mediats per la plataforma) es caracteritzen per efectes indirectes de la xarxa.

A més, hi ha dues fonts de valor econòmic rellevants per analitzar productes que mostren efectes de xarxa:
- Valor inherent: s'obté valor pel mateix ús del producte
- Valor de la xarxa: s'obté valor per l'ús d'altres persones del producte

## Externalitats de xarxes negatives
Les externalitats de la xarxa negativa, en el sentit matemàtic, són les que tenen un efecte negatiu en comparació amb els efectes de la xarxa (positius) normals. De la mateixa manera que les externalitats de xarxa positives (efectes de xarxa) produeixen bucles de retroalimentació positiva i creixement exponencial, les externalitats negatives de la xarxa generen retroalimentació negativa i deteriorament exponencial. A la natura, les externalitats de la xarxa negativa són les forces que arrosseguen l'equilibri, són responsables de l'estabilitat i són les limitacions físiques que impedeixen que els estats arribin a l'infinit.
```
La congestió es produeix quan l'eficiència d'una xarxa disminueix a mesura que més persones l'utilitzen, i això redueix el valor a les persones que ja l'utilitzen. La congestió del trànsit que sobrecàrrega l'autopista i la congestió de la xarxa sobre una amplada de banda limitada mostren externalitats de xarxa negatives.
```

```
La paradoxa de Braess es produeix quan el següent fenomen contraintuitiu: l'eliminació de les vores d'una xarxa d'enrutament egoista pot disminuir la latència que comporta tot el trànsit en equilibri.
[
6
]
```

## Interoperabilitat
La interoperabilitat té l'efecte de fer que la xarxa sigui més gran i, per tant, augmenta el valor extern de la xarxa als consumidors. La interoperabilitat s'aconsegueix principalment mitjançant l'augment de connexions potencials i secundàriament atraient nous participants en la xarxa. Altres avantatges de la interoperabilitat inclouen una menor incertesa, un bloqueig reduït, una comodització i una competència basades en el preu.
La interoperabilitat es pot aconseguir mitjançant la normalització o una altra cooperació. Les empreses que participen en el foment de la interoperabilitat s'enfronten a una tensió entre cooperar amb els seus competidors per augmentar el mercat potencial de productes i competir per la seva participació en el mercat.

## Estàndards oberts versus tancats
En tecnologies de la comunicació i la informació, els estàndards i les interfícies obertes es desenvolupen sovint a través de la participació de múltiples empreses i es perceben generalment com a benefici mutu. Però, en els casos en què els protocols de comunicació o interfícies rellevants siguin estàndards tancats, l'efecte de xarxa pot donar a l'empresa el control d'aquests poders de monopoli. La corporació de Microsoft és àmpliament vista pels professionals de l'ordinador com el manteniment del seu monopoli a través d'aquests mitjans. Un mètode observat que Microsoft utilitza per posar l'efecte de la xarxa en el seu avantatge s'anomena Embrace, s'estén i s'extingeix.
Mirabilis és una start-up israeliana que va ser pionera en la missatgeria instantània (IM) i va ser comprada per America Online. En lliurar el seu producte ICQ de franc i evitar la interoperabilitat entre el programari del seu client i altres productes, van poder dominar temporalment el mercat de missatgeria instantània. A causa de l'efecte de la xarxa, els nous usuaris de l'IM van guanyar molt més valor si preferien utilitzar el sistema Mirabilis (i unir-se a la seva gran xarxa d'usuaris) que no pas utilitzar un sistema competitiu. Com era típic d'aquesta època, la companyia mai no va intentar generar beneficis de la seva posició dominant abans de vendre la companyia.

## Exemples

### Intercanvis financers
Les borses i els intercanvis de derivats tenen un efecte de xarxa. La liquiditat del mercat és un determinant important del cost de la transacció en la venda o compra d'una garantia, ja que existeix un diferencial d'ofertes entre el preu al qual es pot fer una compra en comparació amb el preu al qual es pot fer la venda de la mateixa garantia. A mesura que augmenta el nombre de compradors i venedors en un canvi, augmenten la liquiditat i disminueixen els costos de transacció. Això atreu a un nombre més gran de compradors i venedors a l'intercanvi.
L'avantatge de la xarxa dels intercanvis financers és evident en la dificultat que tenen els canvis d'inici en el desallotjament d'un intercanvi dominant. Per exemple, la Junta de Comerç de Chicago ha conservat una dominant aclaparadora del comerç en futurs dels bons del Tresor dels Estats Units, malgrat l'inici de la negociació d'Eurex amb futurs contractes idèntics. De la mateixa manera, l'Intercanvi Mercantil de Chicago ha mantingut un domini en el comerç de futurs de tipus d'interès d'Eurobòn, malgrat un desafiament d'Euronext.Liffe.

### Programari
Hi ha efectes de xarxa molt forts que operen al mercat per a un programari informàtic àmpliament utilitzat.
Per a moltes persones que trien un bloc d'oficines, les primeres consideracions inclouen quant val haver après que la suite d'oficines es demostrarà als possibles empleadors, i de quina manera el programari interactua amb altres usuaris. És a dir, ja que aprendre a utilitzar una suite d'oficines porta moltes hores, els usuaris volen invertir aquest temps coneixent la suite d'oficines que els farà més atractius per als possibles empleadors i clients, i també volen poder compartir documents. De la mateixa manera, trobar empleats ja formats és una gran preocupació per als empresaris quan decideixen quina suite d'oficines comprar o estandarditzar.
El 2007 Apple va llançar l'iPhone seguit de la botiga d'aplicacions. La majoria d'aplicacions per a iPhone es basen en l'existència d'forts efectes de xarxa. Això permet que el programari creixi en popularitat amb molta rapidesa i s'estengui a una gran base d'usuaris amb una comercialització molt limitada. El model de negoci Free-mium ha evolucionat per aprofitar aquests efectes de la xarxa publicant una versió gratuïta que no limitarà l'adopció o cap dels usuaris i, a continuació, cobrarà les funcions "premium" com a principal font d'ingressos.

### Llocs web
Molts llocs web es beneficien d'un efecte de xarxa. Un exemple són els mercats web i els intercanvis. Per exemple, eBay no seria un lloc especialment útil si les subhastes no fossin competitives. Tanmateix, a mesura que creix el nombre d'usuaris a eBay, les subhastes es tornen més competitives, i augmenten els preus de les ofertes dels articles. Això fa que valgui la pena vendre a eBay i hi porta més venedors, cosa que impulsa els preus una vegada més, ja que això augmenta l'oferta, mentre que aporten més persones a eBay perquè hi ha més coses que es venen que la gent vol. Essencialment, a mesura que creix el nombre d'usuaris d'eBay, els preus baixen i l'oferta augmenta, i més i més persones troben que el lloc sigui útil.
Els efectes de la xarxa es van utilitzar com a justificació per alguns dels models empresarials de punt com en la dècada de 1990. Aquestes empreses operaven sota la convicció que quan es posa en marxa un nou mercat que conté forts efectes de xarxa, les empreses haurien de preocupar-se més per augmentar la seva quota de mercat que per ser rendibles. Això es creia perquè la quota de mercat determinarà quina empresa pot establir normes tècniques i de màrqueting i, per tant, determinar les bases de la competència futura.
Els llocs web de xarxes socials són bons exemples. Com més persones es registrin en un lloc web de xarxes socials, més útil serà el lloc web als que s'hi inscriguin.
Alexa Internet utilitza una tecnologia que fa un seguiment dels patrons de navegació dels usuaris; per tant, els resultats de Llocs relacionats relacionats amb Alexa milloren a mesura que més usuaris fan servir la tecnologia. La xarxa d'Alexa es basa en gran manera en una petita sèrie de relacions de programari del navegador, la qual cosa fa que la xarxa sigui més vulnerable a la competència.
Google també ha intentat crear un efecte de xarxa en el negoci publicitari amb el seu servei Google AdSense. Google AdSense col·loca anuncis en molts llocs petits, com ara blocs, utilitzant la tecnologia Google per determinar quins anuncis són rellevants per als blocs. D'aquesta manera, el servei sembla que pretén servir com a intercanvi (o xarxa d'anuncis) per fer coincidir molts anunciants amb molts llocs petits (com ara blocs). En general, com més blocs adquireix Google AdSense, més anunciants atrauran, la converteixen en l'opció més atractiva per a més blocs, etc., fent que la xarxa sigui més valuosa per a tots els participants.
Per contra, el valor d'un lloc de notícies és principalment proporcional a la qualitat dels articles, no a la quantitat d'usuaris que utilitzen el lloc. De la mateixa manera, la primera generació de llocs de cerca va experimentar poc efecte de xarxa, ja que el valor del lloc es basava en el valor dels resultats de la cerca. Això permet a Google guanyar usuaris fora de Yahoo! sense molèsties, una vegada que els usuaris creien que els resultats de cerca de Google eren superiors. Alguns comentaristes van confondre el valor de Yahoo! marca (que augmenta a mesura que més persones ho saben) per a un efecte de xarxa que protegeix la seva publicitat

### Ampledel ferrocarril
Hi ha forts efectes de xarxa en l'elecció inicial de l'ample del ferrocarril i en les decisions de conversió de calibres. Fins i tot quan es col·loquen carrils aïllats que no estan connectats a cap altra línia, les capes de rastreig solen triar un indicador ferroviari estàndard perquè puguin utilitzar material rodant fora del prestatge. Encara que alguns fabricants fabriquen material rodant que es pot ajustar a diferents calibres ferroviaris, la majoria dels fabricants fabriquen material mòbil que només funciona amb un dels calibradors de ràdio estàndard.